# 닥터 차정숙
《닥터 차정숙》은 2023년 4월 15일부터 2023년 6월 4일까지 방송되었던 JTBC 토일 드라마였다.

## 기획 의도
20년 차 가정주부에서 1년 차 레지던트가 된 차정숙의 찢어진 인생 봉합기를 그린 드라마

## 제작진

### 제작사
- 스튜디오앤뉴
- SLL

### 제작
- 김우택

### 극본
- 정여랑 : KBS 2TV 주말 드라마 《아이가 다섯》(공동 집필) 집필

### 연출
- 김대진 : MBC 《MBC 베스트극장》(공동 연출), MBC 월화 드라마 《다모》(조연출), MBC 주말 특별 기획 드라마 《제5공화국》(조연출), MBC 일일 드라마 《사랑은 아무도 못말려》(공동 연출), MBC 주간 드라마 《옥션하우스》(조연출), MBC 주말 드라마 《내 인생의 황금기》(공동 연출), MBC 일일 드라마 《살맛 납니다》(연출), MBC 일일 드라마 《오늘만 같아라》(연출), MBC 주말 특별 기획 드라마 《호텔킹》(조연출), MBC 일일 특별 기획 드라마 《황금주머니》(공동 연출), MBC 월화 드라마 《나쁜 형사》(공동 연출), TVING 《돼지의 왕》(공동 연출) 연출
- 김정욱

## 등장 인물

### 주요 인물
- 엄정화 : 차정숙 (46세) 역 (아역: 박주원) - 가정의학과 레지던트 1년차

들장미소녀 캔디도 20년 전업주부로 살아보라지, 의대 졸업 후 20년 넘게 평범한 가정주부로 살아왔다. 동기들이 교수로, 개업의로 잘 나갈 때 그녀는 살림의 여왕, 제사의 달인이 되었다. 속도위반으로 예과 2학년 때 아이를 낳아 친정 엄마에게 맡기고 이를 악물고 공부했지만 교통사고를 당한 아들을 돌보고 이어 딸을 낳으면서 자연스럽게 주저앉았다. 아쉬움은 있었으나 그래도 이만하면 행복하다고 위안 할 만큼은 되었다. 그러나 정숙의 완벽한 평화를 뒤흔드는 초대형 사건이 벌어지고, 사투 끝에 돌아온 그녀는 오랜 방황과 고민 끝에 결심한다. 20년 전 포기했던 레지던트 과정을 다시 시작하기로!
- 김병철 : 서인호 (46세) 역 (아역: 박태인) - 정숙의 남편, 대장항문외과 과장.

극단적 도덕군자의 완벽한 이중생활. 바쁜 병원 생활에 집안의 대소사는 물론 가족의 생일 같은 건 챙겨본 적이 없다. 당연히 모든 집안일은 정숙의 몫이었고, 의사의 길을 포기하고 고된 시집살이를 견뎌준 것에 대한 고마움도 희미해진지 오래다. 건강염려증이 있어 먹거리에 까다롭고 최근에는 미세먼지에 극도로 예민하다. 자기애가 무척 강하고 1년 365일 품위와 침착함을 잃지 않는 완벽주의자다. 그러던 어느 날, 평화롭기 그지없던 가정이 풍비박산 났다. 정숙이 큰 고비를 넘기고 정신을 차리더니 완전히 딴 사람이 되어 자신과 아들이 있는 병원에서 전공의 과정을 밟겠다는 것이다!
- 명세빈 : 최승희 (46세) 역 (아역: 문예진) - 가정의학과 교수

버뮤다 삼각지대 보다 더 미스테리한 삼각관계, 원래 서인호는 내 남자였다. 본과 1학년 때, 정숙이 갑작스레 인호와 결혼하기 전까지는. 내 인생에 지독한 상처를 준 두 사람과 다시는 엮이지 않으리라 다짐했는데 역시 인생은 한치 앞도 알 수가 없다. 전국 12개 종합병원을 소유한 의료재벌가의 딸이었으나 미국에서 레지던트 과정 중에 임신해 결혼은 하지 않고 아이만 낳았다. 그렇게 얻은 딸, 은서가 중학교에 입학할 시기가 됐을 때 한국으로 들어왔다. 한 번 쯤은 남들처럼 평범하게 가족을 이루고 살아보고 싶다.
- 민우혁 : 로이 킴 (42세) 역 - 이식(간담췌)외과 전문의

대한민국에서 제일 섹시한 외과의사, 해외 입양아 출신이다. 뉴욕에서 잘 나가는 외과의였으나 다소 충동적으로 애증의 나라 한국에 돌아왔다. 한국에 올 때 꼴사납게 자기 버린 부모 찾겠다고 헤매고 다니는 일 따윈 없을 거라고 장담했는데 나의 가족도 찾고 싶어졌다. 나는 버려진 것이 아니라 잃어버린 자식일거라고 믿고만 싶다. 옮겨간 병원에서 레지던트가 된 정숙과 다시 만났다. 죄책감에 사로잡혀 있는 그녀가 한심했고 때로는 안타까웠다. 그래서 라뽀라 여기며 도움을 주려 했는데 점점 헷갈린다. 정숙을 향한 자신의 감정이 라뽀인지 그 이상인지.

### 그 밖의 인물
- 송지호 : 서정민 (26세) 역 - 차정숙과 서인호의 아들, 외과 레지던트 1년차

잘난 아버지에게 인정받으려는 노력으로 평생을 발버둥 쳤다 해도 과언이 아니다. 간신히 의대에도 합격하고, 인기가 떨어진 덕에 간신히 외과에도 들어왔다. 그러나 아무리 오매불망 아버지를 사모해도 정숙의 유전자로 오염(?)된 탓에 허당스러운 면모를 타고 났다. 그런데 이게 웬일? 엄마와 함께 레지던트 수련이라니, 난감해도 이렇게 난감할 수가.
- 조아람 : 전소라 (28세) 역 - 정민의 여자친구, 외과 레지던트 3년차.

늘씬한 키에 이지적인 분위기의 미인인데 반해 성격은 굉장히 터프하다. 일에 관해선 철두철미한 완벽주의자인 탓에 후배 레지던트들에겐 공포의 대상이다. 조금의 실수도 용납하지 않고 끝까지 책임을 물어 막말로 마무리, 넉 다운 시킨다. 이러한 후배 교육 철칙은 나이 고하를 막론하고 무차별적으로 적용되므로 정숙의 나이가 서른이든 마흔이든 상관없이 혹독하게 몰아붙인다.
- 백주희 : 백미희 (46세) 역 - 정숙의 친구, 피부과 전문의.

레지던트 과정을 그만두며 모든 의대 동기들과 인연을 끊은 정숙이 지금까지 우정을 이어오는 유일한 의대 동기다. TV 예능 의학프로그램에 출연, 동안 의사로 유명해져 병원이 날마다 문전성시다. 정숙의 시어머니에게 보톡스와 각종 노화방지 시술을 도맡아 해주고 있다.
- 박준금 : 곽애심 (72세) 역 - 인호의 모친, 정숙의 시어머니.

종합병원을 경영하는 남편 그늘에서 평생 고생과 어려움이라곤 모르고 살았다. 유력한 집안의 승희를 며느리로 맞지 못한 게 천추의 한이다. 그 한을 정숙에게 전근대적 시집살이를 시키는 걸로 해소해왔다. 일련의 사건을 통해 착한 며느리 정숙을 제대로 뿔나게 만든다.
- 김미경 : 오덕례 (74세) 역 - 정숙의 모친

시장에서 20년 넘게 반찬가게를 하다 현재는 노인병원에서 요양보호사로 일하고 있다, 딸 가진 죄인이기도 하거니와 워낙 차이가 지는 사돈댁이라 기가 죽어 있으면서도 은근히 할 말 다해서 사돈에게 염장을 지르는 할머니다.
- 이서연 : 서이랑 (19세) 역 - 차정숙과 서인호의 딸

의대를 간다고만 알고 있는 아빠 몰래 엄마와 미대 입시를 준비중이다, 헌데 이 중차대한 시기에 엄마가 레지던트를 하겠다니 정말 제정신인가 싶다. 제 아빠를 똑 닮아서 이기적이고 공주과지만 모든 걸 누리고 자란 아이 특유의 천진함도 있긴 하다.
- 소아린 : 최은서 (19세) 역 - 최승희의 딸

어쩌다보니 미술 학원에서 이랑과 만나 친해졌다, 이건 아니지 하면서도 호기심을 억누르지 못하고 그 집에 놀러갔다. 능력 있는 아빠, 요리 잘하는 엄마, 잘생기고 똑똑한 오빠, 응석받이 여동생. 자신이 늘 꿈 꿔왔던 이상적인 가정의 완전체가 그곳에 있었다.
- 박철민 : 윤태식 (50대) 역 - 외과 과장

젊은 시절에는 한 번쯤 그에게 폭언을 들어보지 않은 후배와 제자가 없을 정도로 무서운 의사였다, 시절은 변하고 나이는 먹어서 이제는 가끔 스스로 망가지며 주변을 웃겨주는 경지에 이르렀다. 과거 가정의학과 과장인 종권과 절친이었으나 어떠한 사건으로 지금은 얼굴만 봐도 으르렁거린다.
- 김병춘 : 임종권 (50대) 역 - 가정의학과 과장

가늘고 길게 가는 것이 인생의 모토다, 정숙이 온갖 사건 사고와 추문에 단골로 오르내리자 조용히 퇴사를 권하는데... 예기치 못한 반전이 빵빵 터지자 체면 따위 개나 줘버리고 태도를 바꾼다. 외과과장인 윤과장과는 왕년의 절친, 지금은 일생일대의 앙숙이다.
- 임현수 : 이도겸 (33세) 역 - 가정의학과 레지던트 1년차

타 대학병원 정형외과에서 레지던트 과정을 밟다가 2년 차에 그만 둔 후, 공중 보건의를 마치고 다시 가정의학과 전공의로 들어왔다. 의사 생활을 했으므로 다른 레지던트보다 월등히 일머리가 좋으며 따뜻하고 배려심 넘치는 성격에 유능하기까지 하다.
- 김예은 : 문채윤 (28세) 역 - 가정의학과 레지던트 1년차

내가 할 일은 남에게 미루는 게 몸에 밴 극도의 개인주의자다, 남이야 힘들건 말건 내 일신이 편안한 게 최고의 미덕이라는 90년대 생.
- 이동신 : 병원장 역

### 기타 인물
- 성병숙 : 장해남 역
- 공민정 : 간호사 역
- 남명렬 : 박호원 역
- 송영아 : 박지연 역
- 차유주 : 교도관 역

### 특별출연
- 김병옥
- 송영창 : 오창규 역
- 김현목 : 황선규 역
- 강지영 : 유지선 역 - 임산부 (6회 ~ 12회, 사망)
- 김민채 : 유지선의 어머니 역 (6회 ~ 13회)
- 장대웅 : 유지성의 아버지 역 (6회 ~ 13회)
- 김혜화
- 이상숙 : 박교수 부인 박호원 부인 역
- 옥주리 : 클리닉 환자 역

## 시청률
최저 시청률과 최고 시청률은 시청률 조사회사와 지역별로 시청률에 차이가 있을 수 있습니다.
| 2023년 | 2023년   | 2023년         | 2023년       | 2023년 |
| 회차   | 방송일   | AGB 시청률     | AGB 시청률   |        |
| 회차   | 방송일   | 대한민국(전국) | 서울(수도권) |        |
| ------ | -------- | -------------- | ------------ | ------ |
| 제1회  | 4월 15일 | 4.937%         | 5.464%       |        |
| 제2회  | 4월 16일 | 7.780%         | 8.632%       |        |
| 제3회  | 4월 22일 | 7.814%         | 8.488%       |        |
| 제4회  | 4월 23일 | 11.205%        | 11.715%      |        |
| 제5회  | 4월 29일 | 10.856%        | 12.007%      |        |
| 제6회  | 4월 30일 | 13.203%        | 13.317%      |        |
| 제7회  | 5월 6일  | 12.874%        | 13.019%      |        |
| 제8회  | 5월 7일  | 16.181%        | 16.868%      |        |
| 제9회  | 5월 13일 | 15.588%        | 15.708%      |        |
| 제10회 | 5월 14일 | 17.958%        | 18.925%      |        |
| 제11회 | 5월 20일 | 16.225%        | 17.059%      |        |
| 제12회 | 5월 21일 | 18.493%        | 19.336%      |        |
| 제13회 | 5월 27일 | 14.420%        | 14.560%      |        |
| 제14회 | 5월 28일 | 18.168%        | 17.920%      |        |
| 제15회 | 6월 3일  | 14.676%        | 14.742%      |        |
| 제16회 | 6월 4일  | 18.546%        | 19.383%      |        |

## 참고 사항
- 원래 MBC 편성을 타진했지만 거절 당했고 JTBC에 편성되어 2022년 10월에서 2023년 4월로 방송 시기가[2] 다소 늦춰졌다.